# 해피 엔딩 (2013년 영화)
《해피 엔딩》(영어: Not Another Happy Ending)는 2013년 영국 스코틀랜드의 로맨틱 코미디 영화이다. 감독은 존 매케이이고, 캐런 길런, 스탠리 웨버, 이언 디캐스트커, 프레이아 메이버, 에이미 맨슨이 출연한다.
크라우드펀딩으로 제작된 독립 영화이며, 2013년 6월 에든버러 국제 영화제에서 초연 후 같은 해 10월 영국 극장에 개봉하였다. 대한민국에서는 제18회 부산국제영화제에서 상영되었다.

## 줄거리
열정 넘치지만 데뷔를 못하고 있던 소설가 제인 록하트는 마침내 '트리에스테 북스'라는 작은 출판사와 책 두 권을 계약한다. 트리에스테는 톰 뒤발이라는 프랑스 출신의 괴팍한 발행인이 조수인 로디와 함께 경영하는 곳이었다. 제인은 톰과 교정 작업을 하면서 친근한 사이가 된다. 비록 책 제목이 '아버지의 영원한 비애'에서 '해피 엔딩'으로 바뀌기는 했지만, 드디어 출간된 제인의 첫 소설은 크게 성공한다. 그러면서 제인은 소설의 모티브이자, 그간 소원하게 지냈던 아버지와 재회하고, 큰 상도 받고, 윌리라는 유명 극작가와 만나 연인이 된다.
윌리와 동거를 시작하고 행복한 나날을 보내던 제인은 그러나 두 번째 소설의 마지막 장에서 진도가 막히고 슬럼프가 오게 된다. 심지어는 제인의 곁에 소설 속 주인공인 다시의 환상이 나타나기 시작한다. 톰은 제인의 슬럼프가 제인이 너무 행복해져서 벌어진 것이라 생각하고, 제인을 불행하게 만들기 위한 방해 공작을 벌인다. 제인이 아버지와 싸우고 돌아온 날, 톰은 몰래 제인네 집의 화분을 죽은 화분으로 바꿔쳐 놓는다. 그 화분은 어릴 적 제인이 아버지에게 생일선물로 받은 것이었고 그걸 본 제인은 크게 상심한다. 결국 다른 작가의 행사장에서 제인과 톰은 크게 다투게 되고 톰은 윌리를 크게 험담하다가 얻어맞는다.
하지만 제인은 내심 두 번째 소설을 끝내면 계약이 끝나 더 이상 톰을 만나지 못하는 것을 두려워 하고 있었다. 제인이 아버지와 관계 회복을 위해 부녀가 함께 퀴즈 대회에 나가기로 한 날, 톰은 로디에게 시켜 제인이 제 시간에 도착하지 못하게 만든다. 하지만 톰은 제인의 아버지와 이야기하면서 부녀의 아픔을 이해하게 되고 방해 공작을 그만둔다. 제인은 가까스로 대회장에 도착해서 우승을 거머쥔다. 제인도 기분이 좋아지지만 톰이 그간의 행적을 고백하자 실망해 버린다.
윌리는 제인의 '해피 엔딩'을 극본화하는데, 원작의 슬픈 결말을 다르게 바꾸어 버려 제인과 톰의 빈축을 산다. 윌리와 헤어진 제인은 은신처에 틀어박힌다. 톰이 새로 산 화분을 들고 방문한다. 제인은 톰을 쫓아내려 했지만 결국 집 안으로 들인다. 두 사람이 서로에 대한 애정을 깨닫고 뒤엉킨 와중, 제인은 소설의 마지막 장을 생각해낸다. 이후 제인은 두 번째 소설을 발표하고 톰은 제인의 책을 더 출간한다는 새로운 계약서를 들고 온다. 두 사람은 연인이 된다.

## 출연진
- 캐런 길런 - 제인 록하트
- 스탠리 웨버 - 톰 뒤발
- 이언 디캐스트커 - 로디
- 프레이아 메이버 - 니컬라 볼
- 에이미 맨슨 - 다시
- 게리 루이스 - 베니 록하트
- 케이트 디키 - 애나 르페브르
- 헨리 이언 큐직 - 윌리 스콧
- 머틸다 소프 - 앤드리아

## 제작과 개봉
《해피 엔딩》은 후원 사이트 인디고고에서 크라우드펀딩을 받았다. 2만 2,660달러의 제작비를 펀딩받았다.
남자 주인공 톰 역에는 스코틀랜드 배우 이뮨 엘리엇이 내정되어 있었으나 프랑스 출신의 스탠리 웨버로 변경되었다. 이에 따라 프랑스인이 글래스고에서 출판사를 열었다는 내용의 배경 설정이 추가되었다. 영화는 대부분 글래스고의 머천트시티에서 촬영되었다.
영화는 2013년 6월 에든버러 국제 영화제에서 상영되었다. 이후 같은 해 10월 영국에서, 이듬해 8월 미국 극장에서 상영되었다. 대한민국에서는 2013년 10월 제18회 부산국제영화제에서 상영되었다.